# Ингульф

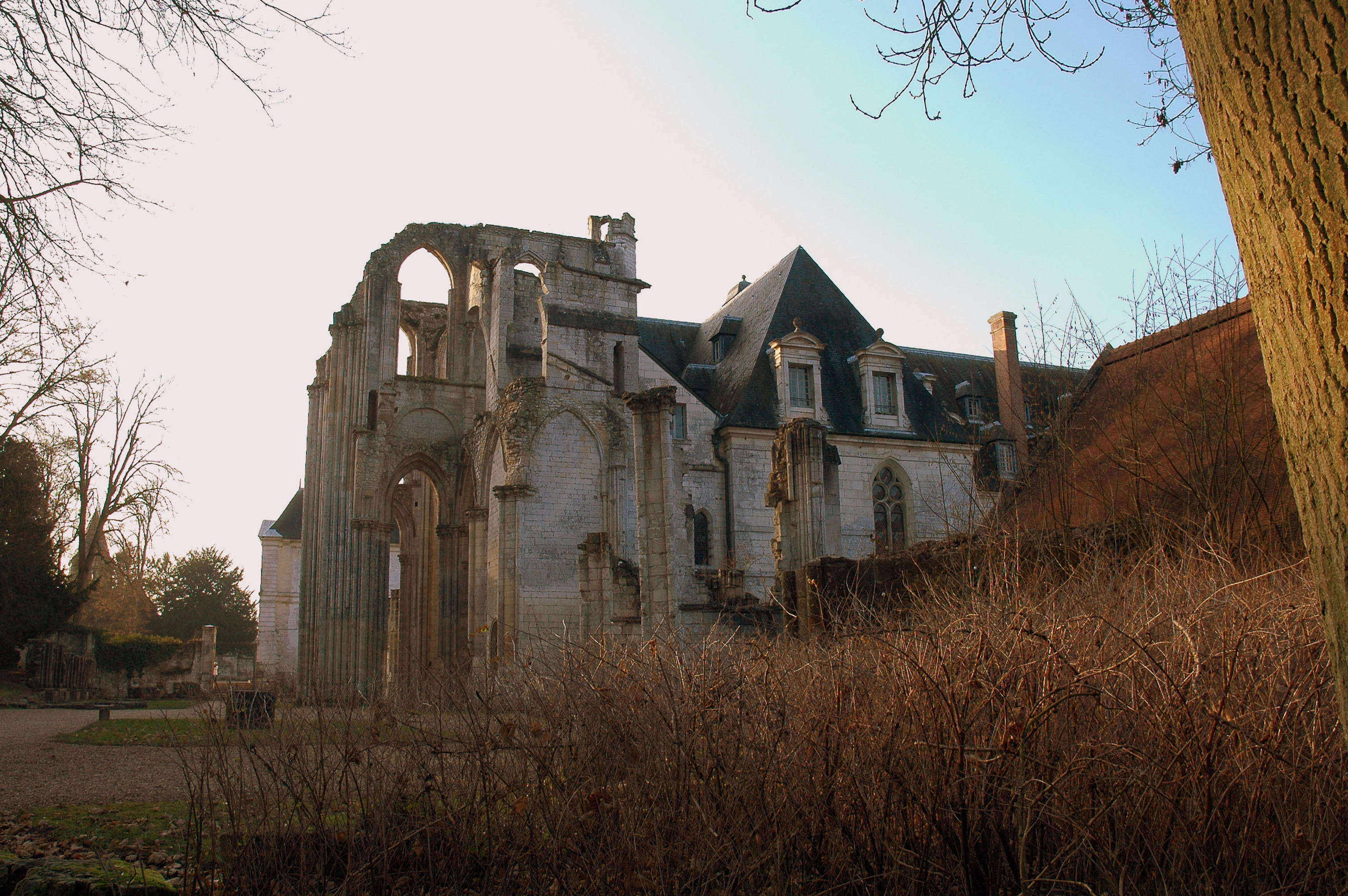
Руины базилики Сен-Пьер Фонтенельского аббатства, Нормандия

Ингульф (англ. Ingulf, лат. Ingulphus, Ingulfus Croylandensis; около 1030 — между 16 ноября и 17 декабря 1109) — английский хронист и клирик XI века, монах-бенедиктинец, аббат Кройландского монастыря в Линкольншире (1086—1109), предполагаемый автор или один из составителей «Кройландской хроники» (англ. Croyland Chronicle).

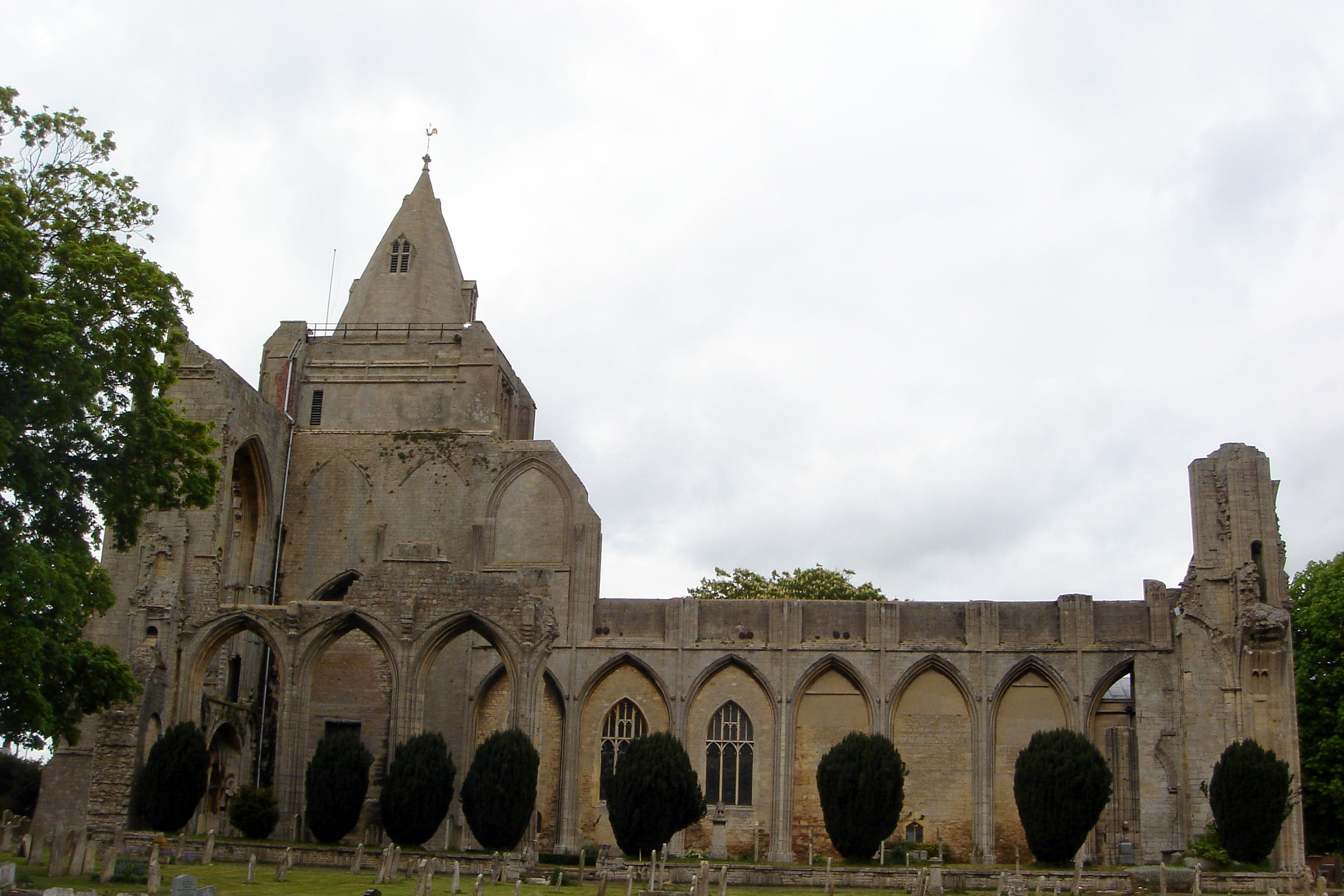
Руины Кройландского аббатства в Линкольншире, Англия

## Биография
По словам самого хрониста, он являлся уроженцем Англии, но смолоду входил в окружение нормандского герцога Вильгельма Завоевателя. С 1051 года в качестве секретаря последнего находился с дипломатической миссией при дворе короля Эдуарда Исповедника.  
Около 1064 года, посетив в свите епископа Мецского Адальберона сначала Константинополь, а затем Святую землю, удалился в монастырь Фонтенель близ Рансона в Нормандии, где назначен был аббатом Гербертом приором, а после смерти в 1080 году последнего сам стал настоятелем. 
Не позже 1086 года утверждён был Вильгельмом в должности аббата Кройландского монастыря в Линкольншире, которая оставалась вакантной после низложения архиепископом Ланфранком прежнего настоятеля Ульфейтеля. 
За годы своего настоятельства немало сделал для процветания и укрепления престижа своей изначально небогатой обители, не только располагавшейся на бесплодных, каменистых и заболоченных землях, а пахотными угодьями владевшей в отдалённых приходах, но ещё и сильно пострадавшей в конце XI века от пожара, уничтожившего монастырскую церковь с ризницей, облачениями и книгами. Ему удалось заполучить для монастыря ценные реликвии — руку Св. Вульфрама Санского, а в 1092 году — мощи графа Вальтеофа Нортумбрийского, казнённого по приказу Вильгельма в 1076 году и почитавшегося потому англосаксами за героя и мученика. Они привлекали в обитель немало паломников, способствуя решению её финансовых проблем.
Помимо этого, прославился своей гуманностью после успешной попытки добиться освобождения своего предшественника Ульфейтеля из заключения в аббатстве Гластонбери и возвращения его в Питерборо, где тот вскоре умер.

## Хроника
Долгое время Ингульфу приписывалась «История Кройландского аббатства» (лат. Historia monasterii Croylandensis), описывающая события с 664-го по 1091 год, известная также под названием «Кройландской хроники» (англ. Croyland Chronicle). В ходе научных исследований было определено, что произведение это принадлежит перу позднейшего автора, жившего в XV столетии, которого принято называть «Псевдо-Ингульфом». Также было установлено, что летописание в Кройландском монастыре возникло не позже XII столетия, однако составленная ранее 1117 года местная хроника, скорее всего, является поддельной, и лишь четыре её продолжения, сделанные, как минимум, тремя анонимными авторами, охватывающие периоды 1144—1469, 1459—1468 и 1485—1486 годов и содержащие, в частности, ценные сведения о Войне Алой и Белой розы, безусловно можно признать подлинными.
В 1862 году исследователь и издатель «Кройландской хроники» британский лексикограф и антикварий Генри Томас Райли обстоятельно разобрал историю её текста в своей статье, вышедшей в 19-м номере «Археологического журнала». В частности, он отметил, что Псевдо-Ингульф сообщает, что во времена Эдреда (946—955) Кройландское аббатство носило французское название «curteyse», а сам хронист изучал труды Аристотеля в Оксфорде, университет в котором возник не ранее XII столетия. Также Райли обратил внимание, что, по словам хрониста, посетив около 1063 года Константинополь, он принят был «досточтимым» патриархом Софронием, на самом деле умершим в 1059 году, а затем встречался с императором Алексеем Комнином, в реальности воцарившимся в Византии лишь в 1081 году. Обращает на себя внимание, что патриарший престол занимал в 1043—1058 годах Михаил Керуларий, спустя три месяца после смерти которого его занял Константин Лихуд (1059—1063). Кройландским настоятелем автор поставлен был, по его словам, в 1075 году, при этом по документам установлено, что утверждён был в этой должности лишь незадолго до смерти герцога Вильгельма I. Написание географических названий в хронике, писал Райли, характерно скорее для XIV-го, чем для XI столетия, и в тексте встречается немало латинских слов и фраз, которые определённо не использовались при нормандской династии. По утверждению Райли, подделка состряпана была в Кройландском монастыре в 1413—1415 годах приором Ричардом, имевшим целью защитить от претензий имущество и земли аббатства в судебной тяжбе с жителями Сполдинга и Моултона.
Аргументы Райли встретили возражения со стороны ряда исследователей, однако подкрепить свои версии убедительными доказательствами им так и не удалось. В частности, Генри С. Инглиш, опубликовавший в 1871 году трёхтомный труд «Кройланд и Питер[боро]: Сведения об историках и истории Кройландского аббатства» (англ. Crowland and Burgh: A light on the historians and on the history of Crowland Abbey), утверждал, что в основе действительно поздней по происхождению «Кройландской хроники» всё же лежало подлинное произведение Ингульфа XI века. При этом, однако, он сам отметил анахронизм, допущенный предполагаемым автором в латинской транскрипции англосаксонских имён, в частности, настоятелей Питерборо Эльфрика и Кенвульфа. 
Подробный разбор хронологических и фактологических ошибок Псевдо-Ингульфа, в частности, несовпадений его сведений о периодах засухи и голода с данными «Англосаксонской хроники», даётся также в монографии профессора Куинз-колледжа Кембриджского университета Уильяма Джорджа Сирла «Ингульф и история Кройландского аббатства». Последний обратил также внимание на тот факт, что, в отличие от других хронистов, Псевдо-Ингульф называет по имени всего одну королеву — Эдиту Уэссекскую, супругу Эдуарда Исповедника.
В сохранившейся версии «Кройландской хроники» приписываемый Ингульфу текст следует за рассказами об основании аббатства Кройланд, посвящённого королем Этельбальдом Св. Гутлаку, и о разрушении его в конце IX века данами и последующем восстановлении. До того, как авторство Ингульфа и подлинность его сообщений подвергнуто было сомнению, рассказ его служил подтверждением существования в донормандской Англии формулы «congé d’ élire», выражавшейся в праве королей подтверждать избрание епископов своей печатью и утверждавшей, таким образом, превосходство светской власти над церковной инвеститурой.

## Рукописи и издания
Из пяти известных в старину рукописей «Кройландской хроники» до нас дошли лишь две, одна из которых, датированная XIII веком (Cott. MS Otho B), хранится в собрании Роберта Коттона, а другая, относящаяся к XVI столетию (Arundel MS No. 178), находится в коллекции Томаса Арундела Британской библиотеки. Джон Селден в своем издании «Истории нового времени» Эадмера (1623) сообщал ещё об одной использованной им для примечаний рукописи, хранившейся в Кройланде и считавшейся автографической. Вероятно, на неё же ссылался его старший современник Уильям Кемден в предисловии к своей публикации «Жизнеописания Альфреда Великого» Ассера (1603), но в 1731 году манускрипт этот предположительно сгорел при пожаре библиотеки Роберта Коттона.   
Впервые «Кройландская хроника» была напечатана в 1596 году в Лондоне антикварием и издателем Генри Сэвилем в сборнике «Писателей после Беды [Достопочтенного]» (лат. Scriptores post Bedam), и в 1601 году переиздана во Франкфурте. В 1684 году её выпустил в Оксфорде Уильям Фулман, включив вместе с приписываемым Пьеру де Блуа продолжением в первый том «Rerum anglicarum scriptores veteres». Комментированный английский перевод хроники подготовлен был в 1854 году вышеназванным Г. Т. Райли, поместившим его в XIX том «Боновской библиотеки антиквариев» (англ. Bohn’s Antiquarian Library), и выдержал ряд переизданий. В 1986 году Николас Пронай и Джон Кокс опубликовали в Лондоне продолжения хроники, снабдив издание исследовательской статьёй и обстоятельными комментариями.

## Публикации
- Descriptio compilata per dominum Ingulphum abbatem monasterii Croyland // Rerum Anglicarum scriptores post Bedam praecipui. Edidit Henricus Savilius. — Londinum, 1596. — pp. 484–520.
- Descriptio compilata per dominium Ingulphum abbatem monasterii Croyland // Rerum Anglicarum scriptores veterum. — Tomus I. — Oxoniae: e Theatro Sheldoniano, 1684. — pp. 1–107.
- Ingulph's chronicle of the abbey of Croyland with the continuations by Peter of Blois and anonymous writers. Translated from latin with notes by Henry Thomas Riley. — London: H. G. Bohn, 1854. — xvi, 546 p. — (Bohn's Antiquarian Library).
- The Crowland Chronicle Continuations: 1459–1486. Edited by Nicholas Pronay and John Cox. — London: Alan Sutton, 1986. — ISBN 978-0948993008.